# Poznań Henryk Wieniawski repülőtér
A Poznań Henryk Wieniawski repülőtér (IATA: POZ, ICAO: EPPO) Lengyelország egyik nemzetközi repülőtere, amely Poznań közelében található. Éves utasforgalma 2 252 428 fő (2022).

## Légitársaságok és úticélok
| Légitársaság          | Célállomások |
| --------------------- | --- |
| Bulgarian Air Charter | Szezonális charter: Burgas |
| Buzz                  | Szezonális charter: Rhodes |
| Corendon Airlines     | Szezonális: Antalya |
| Enter Air             | Fuerteventura, Lanzarote, Tenerife–South Szezonális: Catania, Palma de Mallorca Charter: Antalya, Hurghada, Marsa Alam, Szezonális charter: Agadir, Bodrum, Burgas, Dalaman, Djerba, Enfidha, Funchal, Girona, Gran Canaria, Izmir, Kos, Lamezia Terme, Larnaca, Málaga, Olbia, Paphos, Ras Al Khaimah, Rhodes, Salalah, Sharm El Sheikh, Tirana, Tivat, Varna, Zakynthos |
| LOT                   | Warsaw–Chopin |
| Lufthansa             | Frankfurt, München |
| Norwegian             | Copenhagen, Oslo–Gardermoen |
| Nouvelair             | Szezonális charter: Monastir |
| Onur Air              | Szezonális charter: Antalya, Bodrum |
| Pegasus Airlines      | Szezonális charter: Antalya |
| Ryanair               | Alicante, Beauvais, Bergamo, Bristol, Budapest, Cork, Dublin, Edinburgh, Kharkiv, Kiev–Boryspil, Liverpool, London–Stansted , Malta, Odessa, Paphos , Rome–Ciampino, Sandefjord, Stockholm–Skavsta, Tel Aviv Szezonális: Athens, Billund, Corfu, Girona, Lviv, Podgorica, Zadar                                                                                           |
| Scandinavian Airlines | Copenhagen |
| Smartwings Poland     | Szezonális charter: Bodrum, Chania, Corfu, Dalaman, Heraklion, Izmir, Olbia, Paphos, Varna, Zakynthos |
| SunExpress            | Szezonális: Antalya |
| Wizz Air              | Beauvais, Birmingham, Doncaster/Sheffield, Eindhoven, Kiev–Zhuliany, Kutaisi, London–Luton, Sandefjord |

## Futópályák
A repülőtér futópályái:
- 10/28 (2504 m, 50 m, aszfaltbeton)

## Forgalom
Az utasforgalom az elmúlt években az alábbi módon változott:
| Utasok száma | 27 415 | 122 523 | 208 367 | 263 551 | 637 021 | 1 235 942 | 1 560 334 | 1 689 200 | 2 379 635 | 2 252 428 |
|              | 1993   | 1996    | 1999    | 2003    | 2006    | 2009      | 2012      | 2016      | 2019      | 2022      |